# GlobalTrade.net
GlobalTrade.net được điều hành bởi FITA Online, sự phân chia những dịch vụ trên mạng của Hiệp hội Liên Đoàn Thương mại Quốc tế (FITA), cùng với những hội viên như Sở Thương Nghiệp Mỹ, Đấu Tư và Thương mại Anh quốc, Hong Kong Trade Development Council (HKTDC), ThomasNet, Alibaba.com, Kompass và những tổ chức khác.
GlobalTrade.net là 1 nguồn thông tin tri thức nơi mà các chuyên gia trong lĩnh vực thương mại quốc tế có thể đăng tải những nội dung mang tính chuyên môn, và được một nhóm biên tập xem xét chặt chẽ những bài biết đã được đăng tải. Nội dung bao gồm những phân tích của các nhà chuyên môn trong lĩnh vực thương mại quốc tế, các cuộc điều tra nghiên cứu thị trường, thông cáo, thông tin các quốc gia, các buổi hội thảo, các dòng tin tức, video hướng dẫn và các bài thuyết trình của các chuyên gia. Cũng như việc xuất bản các nội dung mang tính chuyên môn, GlobalTrade. Net còn chứa cơ sở dữ liệu miễn phí của các nhà cung cấp dịch vụ thương mại quốc tế rất hữu dụng cho các nhà xuất nhập khẩu. Bao gồm trong các nhà cung cấp dịch vụ đó là các nhà tư vấn marketing quốc tế, các công ty tài chính thương mại, ngân hàng, các công ty giao nhận vận tải hàng hóa, công ty kiểm tra chất lượng, luật sư, kế toán viên, môi giới hải quan, hướng dẫn thương mại quốc tế và các nhà cung cấp bảo hiểm cho các hoạt động quốc tế.

## Các tổ chức Xuất-Nhập khẩu đối tác như
- TABID (hội đồng Phát triển & cải cách Doanh nghiệp Mỹ Thổ Nhĩ Kỳ)
- ELAN (mạng lưới hỗ trợ Luật về xuất khẩu)
- NASBITE international (HIệp hội quốc gia giáo dục kinh doanh toàn cầu)
- OWT (tổ chức Phụ Nữ trong nền Tương mại quốc tế)
- NEXCO (các công ty xuất khẩu trong hiệp hội quốc gia)
- VITA (hiệp hội Thương mại quốc tế mở)
- Trung tâm thương mại toàn cầu của New Orleans
- FITT (diễn đàn đào tạo Thương mại quốc tế)

## Thông tin Xuất Nhập khẩu
Globaltrade.net có thể được sử dụng như 1 nhà cung cấp các dịch vụ thương mại toàn cầu một cách chuyên nghiệp với những thông tin rất xác đáng. Những hạng mục mà các nhà cung cấp dịch vụ đưa ra bao gồm sự hợp pháp, những tổ chức thương mại được ủng hộ, những dich vụ xuất nhập khẩu, thuế suất và kế toán, tiếp thị và truyền thông, kinh doanh phân phối và những dv du lịch. Globaltrade.net phát hành các báo cáo quốc tế từ Sở Thương mại Hoa Kỳ, Sở Nông nghiệp nước ngoài của Ban Nông nghiệp Hoa KỲ, NN và thực phẩm NN cannada, Sở đầu tư và thương mại Anh Quốc cũng như những tở chức hội viên khác. FITA cũng thiết lập các bên tham gia với vài trụ sở giáo dục quản lý quốc tế như là Học viện kinh doanh quốc tế châu Âu. Xuất bản những báo cáo từ những cơ quan này sẽ tạo điều kiện thuận lợi cho những công ty có cơ hội trong việc xuất khẩu. Họ cũng đưa ra những bản nghiên cứu thị trường mỗi nước và giới thiệu chúng đến gần với thị trường quốc tế.

## Cơ sở dữ liệu của những nhà cung cấp DV Xuất Nhập khẩu
Bất kỳ nhà cung cấp DV Thương mại Quốc tế nào cũng có thể tạo ra sơ lược thông tin và tham gia vào cơ sở dữ liệu toàn cầu. Những nhà chuyên nghiệp sẽ có khả năng lựa chọn được các chuyên viên như là các nhà tư vấn marketing quốc tế, các công ty tài chính quốc tế, ngân hàng, những công ty chuyên chở, những công ty kiểm toán hàng đầu, luật sư, kế toán, nhà môi giới, những người cung cấp dịch vụ bảo hiểm cho việc điều hành của họ.

## Hệ thống internet trong khu vực DV Doanh nghiệp với Doanh nghiệp
DV B2B nối kết nhiều khoản mục được đưa ra bởi các doanh nghiệp như Companeo và Quotatis (điều hành ở Pháp và một số nước tuyển chọn châu Âu) Buyerzone (Mỹ), và Quinstreet (Mỹ). với tất cả thị trường trên, tuy nhiên, sự lãnh đạo chỉ dành cho những phần thuộc trong nước. mặc dù Companeo và Quotatis luôn hoạt động trong những nước châu Âu, họ chỉ điều hành thông qua mạng lưới của chính đất nước mình. Và dịch vụ quốc tế B2B là điều tất yếu cho 1 thị trường mới với GlobalTrade.net sẽ thực sụ trở thành 1 dịch vụ kết nối các thị trường thương mại và các công ty thương mại trên toàn thế giới.
GlobalTrade.net đã thỏa thuận là bên tham gia với 3 thị trường B2B là Alibaba.com, Kompass & Thomasnet tương ứng với các thứ hạng 1, 13 và 18 trên thế giới về độ tin cậy do bridgat.com bình chọn 11/2010.